# Straußmühle (Neuhof an der Zenn)
Straußmühle ist ein Gemeindeteil des Marktes Neuhof an der Zenn im Landkreis Neustadt an der Aisch-Bad Windsheim (Mittelfranken, Bayern). Straußmühle liegt in der Gemarkung Neuhof an der Zenn.

## Geografie
Der Weiler liegt gut einen Kilometer südlich von Neuhof am Leitenbach, einem rechten Zufluss der Zenn, und am Weihergraben, der dort als rechter Zufluss in den Leitenbach mündet. Einen halben Kilometer südwestlich des Ortes erhebt sich der Wildenberg (397 m ü. NHN), 0,75 km nördlich der Kolmberg (411 m ü. NHN), 0,5 km östlich befindet sich der Spindelgraben. Die Kreisstraße NEA 10 führt nach Hirschneuses (1,8 km östlich) bzw. an der Ziegelhütte vorbei nach Neuhof (1,2 km nordwestlich).

## Geschichte
Die Mühle wurde auch Körnersmühle genannt und war im Besitz des Heilsbronner Klosters. Im Dreißigjährigen Krieg verödete sie. Im 18. Jahrhundert diente sie auch dazu, „Öl zu schlagen“.
Gegen Ende des 18. Jahrhunderts gehörte die Straußmühle zur Realgemeinde Neuhof. Die Mühle hatte das brandenburg-bayreuthische Kastenamt Neuhof als Grundherrn. Unter der preußischen Verwaltung (1792–1806) des Fürstentums Bayreuth erhielt die Straußmühle die Hausnummer 21 des Ortes Neuhof.
Von 1797 bis 1810 unterstand der Ort dem Justizamt Markt Erlbach und Kammeramt Neuhof. Im Rahmen des Gemeindeedikts wurde Straußmühle dem 1811 gebildeten Steuerdistrikt Neuhof an der Zenn und der 1813 gegründeten Munizipalgemeinde Neuhof an der Zenn zugeordnet (ab 1818 Ruralgemeinde Neuhof).

### Baudenkmal
- Mühle am Leitenbach; zweigeschossiges Satteldachhaus von vier zu fünf Achsen, teilweise profilierte Fensterbänke, verputztes Fachwerk, zwei Dachgeschosse; an der nördlichen Giebelseite geohrt profilierte Haustür, im Sturz bezeichnet „1790“.[10][11]

### Einwohnerentwicklung
| Jahr      | 001818 | 001840 | 001861 | 001871 | 001885 | 001900 | 001925 | 001950 | 001961 | 001970 | 001987 |
| Einwohner | 6      | 18     | 6      | 10     | 6      | 9      | 9      | 5      | 5      | 7      | *      |
| Häuser    | 1      | 2      |        |        | 1      | 1      | 1      | 1      | 1      |        | *      |
| Quelle    | [ 13 ] | [ 14 ] | [ 15 ] | [ 16 ] | [ 17 ] | [ 18 ] | [ 19 ] | [ 20 ] | [ 21 ] | [ 22 ] | [ 23 ] |

## Religion
Der Ort ist seit der Reformation evangelisch-lutherisch geprägt und bis heute nach St. Thomas (Neuhof an der Zenn) gepfarrt. Die Katholiken gehören zur Kirchengemeinde Maria Namen (Markt Erlbach), die ursprünglich eine Filiale von St. Michael (Wilhermsdorf) war und seit 2019 eine Filiale von St. Johannis Enthauptung (Neustadt an der Aisch) ist.